# Carlton Hayes
Carlton Joseph Huntley Hayes (Afton, État de New York, 1882 – New York, 1964) était un historien, enseignant universitaire, auteur, diplomate et militant catholique américain.
Diplômé de l’université Columbia, il se spécialisa en histoire européenne, pour se concentrer ensuite sur l’analyse du nationalisme, selon lui l’un des grands maux de l’humanité. Internationaliste lui-même, il combattit la tendance isolationniste américaine et ne cessa de plaider pour un approfondissement de la démocratie. Après sa conversion au catholicisme — il était issu d’une famille baptiste —, devenu un catholique actif, il œuvra pour la paix internationale et milita dans le mouvement œcuménique. Pendant la Seconde Guerre mondiale, il fut nommé par Roosevelt ambassadeur en Espagne, où il contribua, par ses bonnes relations personnelles avec Franco et sous l’effet d’une « diplomatie patiente », à maintenir l’Espagne dans la neutralité à la veille du débarquement allié en Afrique du Nord.
Carlton Hayes est l’auteur d’un grand nombre d’ouvrages et d’articles, en leur temps fort prisés du grand public.

## Biographie
Fils de Permelia Mary (née Huntley) et de Philetus Arthur Hayes, Carlton Hayes était issu d’une famille baptiste établie dans l’arrière-pays new-yorkais (« upstate New York »). Inscrit à l’université Columbia, d'où il sortit diplômé en 1904, il devint en 1903 un membre actif de sa fraternité (confrérie étudiante, en l’espèce Alpha Chi Rho), dont il restera un sociétaire engagé tout au long de sa vie. En 1909, il obtint, sous la direction de James Harvey Robinson, son doctorat en sciences humaines (Ph.D degree) avec une thèse intitulée « An Introduction to the Sources Relating to the Germanic Invasion » et traitant des invasions germaniques de l’Empire romain, thèse qui parut ensuite, la même année encore, sous forme d’ouvrage aux presses de l’université Columbia. Dès 1907, il avait été nommé maître de conférences (lecturer) en histoire européenne dans la même université, puis fut promu au rang de professeur assistant (1910), de professeur associé (1915) et de professeur titulaire (1919),.
En 1904, Carlton Hayes se convertit au catholicisme, et vint plus tard à être, aux côtés d’Everett Ross Clinchy (au nom de la communauté protestante) et de Roger Williams Strauss (pour la communauté juive), le premier co-président catholique romain de la Conférence nationale des chrétiens et des juifs et continua d’occuper cette co-présidence de 1928 jusqu’à 1946, nonobstant l’encyclique papale de 1928 interdisant expressément de telles associations œcuméniques.
Carlton Hayes fut plusieurs fois président de la faculté d’histoire de Columbia. Au lendemain de la Première Guerre mondiale, il se joignit à Peter Guilday pour fonder l’American Catholic Historical Association (sigle ACHA), dont il devint le premier secrétaire. L’association visait à développer l’historiographie catholique et à donner aux universitaires catholiques une plus ample place dans le monde universitaire.
Carlton Hayes décéda le 2 septembre 1964, à l’âge de 82 ans, des suites d’une affection cardiaque, à l’hôpital Sidney de New York, et fut inhumé dans le cimetière Glenwood à Afton, dans l’État de New York. Il laissa veuve son épouse, Mary Evelyn (née Carroll), et orphelins leurs deux enfants, Mary Elizabeth Tucker et Carroll J. Hayes. L’acteur Jonathan Tucker est l’un de ses arrière-petits-fils.

## Œuvre d’historien et carrière d’enseignant
Carlton Hayes était influencé par Charles Austin Beard, l’un des chefs de file de la « Nouvelle Histoire » (New History), école historiographique qui insistait sur l’importance des évolutions culturelles et économiques, et préconisait par conséquent de ne pas se borner aux événements guerriers et diplomatiques. D’après Hayes, la New History avait livré la démonstration que le péché originel était constitutif de l’existence humaine. Son ouvrage en deux volumes Political and Cultural History of Europe, longtemps considéré comme un traité de tout premier plan, est truffé de réflexions de ce type, tout particulièrement dans sa discussion de la Révolution industrielle en Angleterre. Carlton Hayes fut également l’artisan d’une mise en perspective historique du nationalisme, poussant de nombreux étudiants à entreprendre des recherches dans ce domaine, ce qui lui valut le surnom de Père du nationalisme. Après 1914, ses intérêts tendirent à se déplacer, Hayes se focalisant désormais de plus en plus sur le nationalisme, qu’il dénonçait comme l’un des grands maux de l’histoire de l’humanité et dont il affirmait qu’il avait été, au même titre que l’impérialisme et le militarisme, à l’origine de la Première Guerre mondiale. Hayes était, à l’inverse de Beard, internationaliste et s’opposait dans les années 1930 à l’isolationnisme américain, tout en dénonçant par ailleurs toute forme de totalitarisme et ne cessant de plaider en faveur de réformes sociales démocratiques.
Dans l’allocution intitulée « The American Frontier—Frontier of What? » qu’il prononça en 1945 devant l’American Historical Association (Société américaine d'histoire) en sa qualité de président, il requit les Américains de voir leur pays comme la frontière occidentale de l’Europe. Il rappela que les Pères fondateurs avaient gardé de « vifs contacts avec, et une solide connaissance de, la civilisation européenne, sur les confins de laquelle ils se trouvaient ». Au XIXe siècle, concurremment avec l’immigration massive venue d’Europe, les « Américains » s’engagèrent désormais dans une voie différente des Européens, et devinrent une nation d’origines linguistiques, religieuses et ethniques diverses, chaque groupe désirant ardemment se faire accepter. Tandis que le nationalisme en Europe surgissait à partir d’une vénération éprouvée par chacun pour les accomplissements culturels ou politiques de ses compatriotes, le nationalisme américain au contraire encourageait des réalisations culturelles et politiques neuves. Hayes cependant affirmait en conclusion que cette attitude américaine avait produit une forme intense, et souvent artificielle de nationalisme, ayant pour effet de « nous inoculer contre l’Europe et de faire naître un état d’esprit isolationniste ».
Pendant la Première Guerre mondiale, il servit de 1918 à 1919, avec le rang de capitaine, dans la Division du renseignement militaire de l’état-major général des États-Unis. Neuf ans plus tard, sous la direction de William Durward Connor, chef du Département américain de la Guerre, il fut sollicité de faire partie d’un comité consultatif d’historiens chargé d’ordonner les documents relatifs à la participation américaine aux combats ayant eu lieu en France. Ses efforts dans ce cadre lui valurent de monter au grade de major. Dans la décennie 1930, il fut membre de l’Association catholique pour la paix internationale. En 1945, il acheva son mandat comme président de l’American Historical Association et fut placé à la tête de la New York State Historical Association (actuelle Fenimore Art Museum) à Cooperstown. Il était aussi affilié à la Société américaine de philosophie (American Philosophical Society).
Il intervint comme conférencier et comme enseignant invité dans plusieurs institutions universitaires tout au long de sa carrière, puis au-delà encore, pendant sa retraite.
Carlton Hayes se vit décerner : la médaille Laetare, de la part de l’université Notre Dame, en 1946 ; la médaille Alexander Hamilton, de la part de l’université Columbia, en 1952 ; et la médaille Gibbons, de la part de l’université catholique d'Amérique, en 1949. D’autre part, des titres honoraires lui furent octroyés par les institutions suivantes :
- Université de Notre Dame, 1921
- Université Marquette, 1929
- Niagara College (Canada), 1936
- Williams College, 1939
- Université Fordham, 1946
- Université de Détroit, 1950
- Université de Georgetown, 1953
- Université d'État du Michigan, 1955
- LeMoyne College, 1960

## Activité diplomatique: ambassadeur en Espagne (1942-1945)
À partir de 1942 et jusqu’à la fin de la Seconde Guerre mondiale, Carlton Hayes occupa le poste d’ambassadeur des États-Unis en Espagne, afin notamment, à la veille du débarquement allié en Afrique du Nord et des opérations en Méditerranée, de convaincre Franco de s’abstenir d’entrer en guerre aux côtés de l’Allemagne et de revenir à la neutralité. Si, pour remplir cette fonction, le président Roosevelt porta son choix sur son ami Hayes, c’était parce qu’il le considérait comme la personne la plus apte, étant libéral et catholique, à s’entendre avec Franco. Avant le débarquement en Afrique du Nord (baptisé opération Torch, novembre 1942), Carlton Hayes fut autorisé à donner au ministre espagnol des Affaires étrangères Jordana les garanties que les États-Unis ne nourrissaient aucun dessein hostile contre l’Espagne ni contre aucun de ses territoires.
Hayes eut d’excellentes relations avec le Caudillo, de qui il se fera assez rapidement le plus sûr avocat auprès des Alliés, s’évertuant à les convaincre que Franco n’était pas fasciste. Au retour de Hayes aux États-Unis en 1945, Franco lui offrit, en guise de remerciement, son propre portrait peint par Ignacio Zuloaga. Après sa première rencontre avec le Caudillo, Hayes avait brossé de lui le tableau suivant : 

« Aussitôt, je me rendis compte que le général n’avait rien qui ressemblât aux caricatures qui circulaient de lui dans la presse « de gauche » aux États-Unis. Physiquement, il n’était ni aussi petit de taille, ni aussi gros, et ne faisait rien pour « se pavaner ». Mentalement, il m’impressionna, car il me semblait n’avoir absolument rien d’un idiot, ni être une personne de type présomptueux, me paraissant au contraire d’une grande vivacité et en possession d’une bonne dose de détermination et de circonspection, ainsi que d’un sens de l’humour assez vif et spontané. Il rit avec facilité et naturel, comme je ne puis m’imaginer que l’eussent fait ni Hitler ni Mussolini, sauf en privé. »

Toutefois, en dépit des bonnes relations et du respect mutuel entre Hayes et Franco, la politique américaine vis-à-vis de l’Espagne demeurait clairement hostile. En novembre 1943, Hayes fut chargé de communiquer à Franco l’ultimatum de Washington de faire cesser toute livraison de marchandise à destination de l’Allemagne, en particulier de tungstène (qui entre dans la composition des blindages), ce à quoi Franco se refusa.
Au reste, Hayes ne manqua pas alors d’être critiqué par la gauche américaine pour son attitude jugée trop amicale vis-à-vis de Franco, cependant que l’on s’accorde à considérer qu’il joua un rôle essentiel pour empêcher l’Espagne d’entrer en guerre aux côtés des puissances de l’Axe pendant la guerre. L’historien Andrew N. Buchanan postule que Hayes sut faire de l’Espagne l’« allié silencieux de Washington ». En 1945, le président Roosevelt lui écrivit dans une lettre : « C’est avec une réussite éclatante que vous avez rempli une mission d’une grande difficulté et, ce faisant, vous avez apporté une contribution de la plus haute importance à l’effort de guerre ».
L’historien Emmet Kennedy réfute les allégations selon lesquelles Hayes aurait été un admirateur de Franco ; au contraire, il fut « un âpre critique du ‘fascisme’ du Caudillo ». Hayes joua un rôle central dans le sauvetage de quelque 40 000 réfugiés — français, britanniques, juifs et autres — fuyant devant Hitler. Il les aida à franchir les Pyrénées vers l’Espagne et, de là, à poursuivre leur route en direction de l’Afrique du Nord, faisant de l’Espagne « un havre face à Hitler ». En particulier, après l’occupation de la zone libre en novembre 1942, des milliers de Juifs, principalement étrangers ou apatrides, tentèrent, et souvent réussirent, à franchir la frontière franco-espagnole ; les interventions successives de Hayes et de François Piétri, ambassadeur de France, auprès des autorités madrilènes débouchèrent sur l’assurance que les réfugiés ne seraient pas refoulés et que la frontière demeurerait ouverte à tous ceux, soldats et civils, qui s’échappaient de la zone sous contrôle allemand – ce qui sera définitivement acquis en avril 1943. D’autres auteurs, moins élogieux sur ce chapitre, notent que les Alliés accordaient la priorité au sauvetage de leur personnel militaire, et que Carlton Hayes en particulier considérait son assistance aux soldats alliés comme l’une des missions les plus importantes de son ambassade, très au-dessus de ses activités de secours aux réfugiés civils, estimant même, selon ce que rapporte Joseph Schwartz, directeur du JDC, que tout effort pour extraire des réfugiés juifs de France à travers l’Espagne était susceptible de gêner ses efforts à faire libérer les prisonniers de guerre américains,.
Retraité, Carlton Hayes prônait, estime encore Emmet Kennedy, une diplomatie toute en patience, plutôt que l’ostracisme ou les tentatives de subversion de l’Espagne franquiste. Ce fut du reste aussi la politique adoptée par le président Eisenhower, tandis que Franco guida l’Espagne vers une alliance avec les États-Unis dans les années 1950,.
L’historien Holly Cowan Shulman observe :

« Hayes, à qui le président Franklin Roosevelt fit appel en mars 1942, fut un choix dicté par la politique espagnole. Le régime de Franco n’aurait toléré ni un non-catholique, ni un libéral. Hayes était un catholique actif qui croyait que le gouvernement de Franco ne devait pas être classé idéologiquement dans le même groupe que les États de l’Axe. Dit plus crûment, Hayes jugeait que Francisco Franco était moins répressif et totalitaire qu’Adolf Hitler ou que Benito Mussolini, et que Franco pourrait être converti en un allié des États-Unis. »

### Publications de Carlton Hayes
Carlton Hayes est l’auteur de 27 ouvrages ainsi que de nombreux articles et recensions de livres. Ses traités d’histoire européenne, moult fois réédités, se sont écoulés à plus d’un million d’exemplaires au total, ce qui permit à leur auteur de jouir d’une certaine aisance,.
- Sources Relating to Germanic Invasions (1909)
- British Social Politics (1913)
- A Political and Social History of Modern Europe, vol. I, New York, Macmillan, 1916 (lire en ligne) ; A Political and Social History of Modern Europe, vol. II, New York, Macmillan, 1921 (lire en ligne)
- (en) « The History of German Socialism Reconsidered », American Historical Association, Washington D.C.,‎ 1917, p. 62-101 (lire en ligne).
- Brief History of the Great War (1920)[23].
- Essays on Nationalism (1926).
- (en) « Contributions of Herder to the Doctrine of Nationalism », American Historical Review,‎ 1927, p. 719–736 (lire en ligne).
- Modern History, Macmillan (1928).
- Ancient and Medieval History, MacMillan Company (1929).
- France, A Nation of Patriots (1930).
- The Historical Evolution of Modern Nationalism (1931).
- A Political and Cultural History of Modern Europe, Macmillan (2 vols. 1932–1936 ; éd. revue, 1939) ; rééd. chez Kessinger Publishing, LLC, 2004  (ISBN 978-1-4192-0274-2).
- (en) « The novelty of totalitarianism in the history of Western civilization », Proceedings of the American Philosophical Society,‎ 1940, p. 91–102 (lire en ligne).
- A Generation of Materialism, 1871–1900, Harper & Brothers (1941).Extrait.
- (en) Wartime Mission in Spain, 1942–1945, New York, Macmillan, 1945, 313 p. (traduction espagnole chez Epesa, Madrid, 1946).
- (en) « The American Frontier—Frontier of What? (Presidential address delivered at the annual meeting in Washington, D.C. on December 27, 1945) », American Historical Review, vol. 50, no 2,‎ janvier 1946, p. 199–216 (lire en ligne).
- The United States and Spain. An Interpretation, Sheed & Ward; 1ST edition, 1951 (ASIN B0014JCVS0).
- The Historical Evolution of Modern Nationalism, Macmillan (1955).
- Nationalism: A Religion, Macmillan (1960).
- Contemporary Europe since 1870, Macmillan (1965).

#### En tant que coauteur
- (en) The League of Nations, Principle and Practice (ouvrage collectif, sous la direction de Stephen Duggan), The Atlantic Monthly Press, 1919, 408 p. (lire en ligne), « The Historical Background of the League of Nations », p. 18-49.
- Modern History (high-school textbook), en collaboration avec Parker Thomas Moon, Macmillan Company (1929).
- History of Western Civilization, en collaboration avec Marshall Whitehead Baldwin et Charles Woolsey Cole, Macmillan (1962).

### Publications sur Carlton Hayes
- (en) Charles R. Halstead, « Historians in Politics: Carlton J.H. Hayes as American Ambassador to Spain 1942-45 », Journal of Contemporary History,‎ 1975, p. 383–405 (lire en ligne).
- (en) Emmet Kennedy, « Ambassador Carlton J. H. Hayes's Wartime Diplomacy: Making Spain a Haven from Hitler », Diplomatic History, vol. 36, no 2,‎ 2012, p. 237–260 (lire en ligne).
- (en) H. Vincent Moses, « Nationalism and the Kingdom of God According to Hans Kohn and Carlton J. H. Hayes », Journal of Church & State, vol. 17, no 2,‎ 1975, p. 259–274.
- (en) John Joseph Shanley, « The Story of Carlton Hayes », The University Bookman, vol. 47, no 1,‎ hiver 2010 (lire en ligne).
- (en) John P. Willson, « Carlton J. H. Hayes, Spain, and the Refugee Crisis, 1942–1945 », American Jewish Historical Quarterly, vol. 62, no 2,‎ 1972, p. 99-110.
- (en) « Dr. Carlton J.H. Hayes, 82, Dies; Historian Was Envoy to Spain; Credited With Keeping Franco Out of the War; Taught at Columbia 1907-50 », The New York Times,‎ 4 septembre 1964, p. 29.
- (en) Arthur Hughes, « Carlton J. H. Hayes : A Christian Historian Confronts Nationalism », Records of the American Catholic Historical Society of Philadelphia, Philadelphie, vol. 100, no 1,‎ 1989, p. 39–54.
- (en) Patrick Allitt, « Carlton Hayes and His Critics », U.S. Catholic Historian, Washington D.C., Catholic University of America Press, vol. 15, no 3 (Catholics in a Non-Catholic World),‎ été 1997, p. 23-37 (ISSN 0735-8318, lire en ligne).